# HiDS
HiDS（Honda intelligent Driversupport System〈ホンダ・インテリジェントドライバーサポートシステム〉）は、本田技研工業が開発したドライバーを支援する装置の総称である。

## 概要
1997年、車線検知(CCDカメラ)と前方車両検知(レーザーレーダー)を組み合わせ、通常走行領域での運転者の認知判断ミスを補い、運転負荷を低減する運転支援システムとして、本田技研工業によって開発、発表された技術である。
2000年、ASV（先進安全研究車）研究の一環として運輸省(現・国土交通省)大臣認定を業界で初めて取得。公道テストを開始し、商品化開発を展開すると発表した。
2002年、7代目アコードと同時販売されたシリーズ車の4代目アコードワゴンから製品技術として市場投入された。同車種からの車線維持支援システム用のカメラセンサーにはC-MOSカメラが、前方車両検知システムにはミリ波レーダーが採用されている。

### システム構成
HiDSは基本的に以下の装備から構成されている。
IHCC（インテリジェントハイウェイクルーズコントロール）
車速/車間制御機能
LKAS（車線維持支援システム）
車線維持支援機能
車種によっては、LKASを省きIHCCのみが装着されている車種もある。IHCCには一部を除きCMBS（追突軽減ブレーキ）が付加機能として設定されている。
なお、現在 HiDSの名称は使用されておらず、IHCCも名称がACC（アダプティブ・クルーズ・コントロール）に変更されている。

### 後継技術
2015年から販売開始された5代目レジェンド以降からは、HiDSによって培われた単眼カメラとミリ波レーダーを用いる検知技術にCMBSを組み合わせて、性能、機能的に進化した先進安全自動車技術として、Honda SENSINGに名称変更された。

## 搭載車種

### HiDSが標準/オプション装備されている車種
- レジェンド
- オデッセイ
- アコード
- アコードツアラー

### IHCCが標準/オプション装備されている車種
- インスパイア（5代目）
- エリシオン（現在は廃止）
- CR-V
- ステップワゴン
- シビック
- ストリーム
- クロスロード

### HiDSが標準/オプション装備されていた車種
- インスパイア（4代目）
- アコードワゴン

### IHCCがオプション装備されていた車種
- アヴァンシア